# Kasachische Eishockeymeisterschaft 2004/05
Die Saison 2004/05 war die 13. Spielzeit der kasachischen Eishockeyprofiliga. Es nahmen sieben Vereine, die insgesamt acht Mannschaften stellten, am Wettbewerb teil. Den Titel des Kasachischen Meisters sicherte sich zum insgesamt zwölften Mal Kaszink-Torpedo Ust-Kamenogorsk. Ust-Kamenogorsk gewann damit zum sechsten Mal in Folge den Meistertitel.

## Modus
Die acht Teilnehmer spielten in einer Vierfachrunde, so dass jede Mannschaft auf die Anzahl von 28 Spielen kam. Die Mannschaft mit den meisten Punkten sicherte sich am Ende die Meisterschaft.
Für einen Sieg in der regulären Spielzeit von 60 Minuten erhielt eine Mannschaft drei Punkte, der unterlegene Gegner ging leer aus. Bei einem Unentschieden ging es erstmals überhaupt in die Verlängerung. Wenn dort kein Tor fiel und es beim Unentschieden blieb, erhielt jede Mannschaft einen Punkt. Bei einem Treffer erhielt der Sieger noch zwei Punkte, der Verlierer musste sich mit einem begnügen.

## Abschlusstabelle
Nach Ablauf der 28 Runden sicherte sich Kaszink-Torpedo Ust-Kamenogorsk den Meistertitel mit fünf Punkten Vorsprung auf Kasachmys Karaganda. Die Mannschaft Ust-Kamenogorsks gewann 25 ihrer 28 Partien und verteidigte damit den Titel. Kasachmys Karaganda errang zum zweiten Mal den Vizemeistertitel. Der Vizemeister des Vorjahres, Gornjak Rudny, wurde Dritter. Kasachmys Karaganda ließ auch seine zweite Mannschaft am Meisterschaftsbetrieb teilnehmen. Sie wurde am Saisonende Sechster. Der HK ZSKA Temirtau musste nach Beendigung des 14. Spieltages den Spielbetrieb komplett einstellen, da das kasachische Verteidigungsministerium die Eishalle in Temirtau bis auf weiteres schloss. Die terminierten Spiele ZSKAs wurde jeweils mit drei Punkten und 5:0 Toren für den Gegner gewertet.
Kaszink-Torpedo Ust-Kamenogorsk und Kasachmys Karaganda spielten im Saisonverlauf parallel in der zweitklassigen russischen Wysschaja Liga. Die zweiten Mannschaften Ust-Kamenogorsks und Karagandas sowie Barys Astana, Gornjak Rudny und der HK Irtysch Pawlodar liefen in der drittklassigen russischen Perwaja Liga auf. Darüber hinaus nahm Kaszink-Torpedo Ust-Kamenogorsk am IIHF Continental Cup in der Saison 2004/05 teil und erreichte dabei erneut die dritte Runde.
Abkürzungen: Sp = Spiele, S = Siege, OTS = Siege nach Overtime, U = Unentschieden, OTN = Niederlagen nach Overtime, N = Niederlagen, Pkt = Punkte
|                                 | Sp | S  | OTS | U | OTN | N  | Tore    | Pkt |
| ------------------------------- | -- | -- | --- | - | --- | -- | ------- | --- |
| Kaszink-Torpedo Ust-Kamenogorsk | 28 | 25 | 0   | 1 | 0   | 2  | 137:027 | 76  |
| Kasachmys Karaganda             | 28 | 23 | 1   | 0 | 0   | 4  | 159:044 | 71  |
| Gornjak Rudny                   | 28 | 19 | 0   | 1 | 1   | 7  | 143:063 | 59  |
| Barys Astana                    | 28 | 13 | 0   | 1 | 1   | 13 | 064:078 | 41  |
| Jenbek Almaty                   | 28 | 11 | 0   | 2 | 0   | 15 | 084:087 | 35  |
| HK Irtysch Pawlodar             | 28 | 11 | 0   | 1 | 0   | 16 | 080:085 | 34  |
| Kasachmys Karaganda 2           | 28 | 5  | 1   | 0 | 0   | 22 | 062:148 | 17  |
| HK ZSKA Temirtau                | 28 | 0  | 0   | 0 | 0   | 28 | 022:219 | 0   |

## Auszeichnungen
| Auszeichnung                             | Spieler         | Team                            |
| ---------------------------------------- | --------------- | ------------------------------- |
| Wertvollster Spieler (Journalisten-Wahl) | Witali Kolesnik | Kaszink-Torpedo Ust-Kamenogorsk |